# Peter Fonagy
Peter Fonagy (Budapest, 14 de agosto de 1952) es un psicólogo y psicoanalista inglés profesor de psicología de la University College London. Sobre la base de resultados empíricos, ha desarrollado el modelo de mentalización y la psicoterapia de allí derivada que se conoce como psicoterapia basada en la mentalización que se aplica en el tratamiento de trastornos psíquicos, especialmente en los casos de trastornos estructurales.

## Biografía
La diabetes mellitus juvenil y las causas de que los pacientes no siguieran los consejos médicos fue el primer tema central de las investigaciones de Fonagy en su juventud. Peter Fonagy es académico de la University College London, tiene ahí el cargo de honor en memoria de Sigmund Freud, el así llamado Freud Memorial Chair y dirige la Psychoanalytic Unit (Unidad Psicoanalítica) para estudiantes de doctorado. Además es coordinador de investigación en el Anna Freud Centre (London) y en esta posición, sucesor de Anna Freud y Joseph Sandler. Fonagy es vicepresidente de la Asociación Psicoanalítica Internacional, así como coeditor de varias revistas especializadas, por ejemplo International Journal of Psychoanalysis, Development and Psychopathology y el Bulletin of the Menninger Clinic.

## Énfasis de su obra
Fonagy se dedica especialmente a la investigación empírica e interdisciplinaria en psicoterapia, con énfasis en la teoría del apego, la mentalización y el psicoanálisis. En estos temas se le considera como uno de los pensadores líderes a nivel mundial
Es reconocido como creador del concepto de mentalización, el cual enlaza la investigación de la Theory of Mind y la teoría del apego con las teorías psicoanalíticas. Sobre la base del modelo de mentalización, Fonagy elaboró en conjunto con sus colaboradores la  psicoterapia basada en la mentalización o psicoterapia apoyada por la mentalización (Mentalisation-Based-Treatment, abreviado: MBT). Esta particular forma de terapia psicodinámica se extiende por un largo período de tiempo y se aplica al tratamiento de trastornos de personalidad severos como el Trastorno límite de la personalidad y el Trastorno antisocial de la personalidad.

## Reconocimientos
- 1972 MacDougall-Preis de la University College London
- 2006 Premio International de Psicoterapia Sigmund-Freud

## Obras publicadas (selección)
- Fonagy, Peter u.a.: Affektregulierung, Mentalisierung und die Entwicklung des Selbst. Klett-Cotta, Stuttgart 2004.
- Fonagy, Peter: Bindungstheorie und Psychoanalyse. Klett-Cotta, Stuttgart 2006.
- Peter Fonagy y Mary Target: Psychoanalyse und die Psychopathologie der Entwicklung. Klett-Cotta, Stuttgart 2006.
- Peter Fonagy, Anthony Roth: What Works For Whom?: A Critical Review of Psychotherapy Research. 2. Auflage. B&T, 2004, ISBN 1-57230-650-5.